# Pablo Abeita
Pablo Abeita (1871-1940) était le gouverneur d'Isleta, Nouveau-Mexique, États-Unis, aux côtés de son ami de longue date et missionnaire catholique Anton Docher, le « Padre » d'Isleta,.

## Biographie
Pablo reçut une éducation jésuite dans le vieux Albuquerque, puis au Collège Saint-Michaël à Santa Fe.
Après 10 ans d'éducation formelle, il travailla comme typographe au journal d'Albuquerque. Il créa par la suite une société familiale à Isleta.
En 1889, alors âgé de 19 ans, il entre au All Indian Pueblo Council. En 1913, il fut nommé juge et élu secrétaire du All Indian Pueblo Council.
Le 26 octobre 1919, il est décoré de l'ordre de Léopold par Albert Ier, roi des Belges, en visite officielle à Isleta, accompagné de son épouse Élisabeth et du prince Leopold, le futur roi Léopold III.
Charles Fletcher Lummis séjourna dans la maison de Pablo Abeita lorsqu’il vécut à Isleta.

## Apport
Le KiMo Theater situé au 419-423 Central Avenue à Downtown Albuquerque fut construit en 1927. Le nom “KiMo” a été suggéré par Pablo Abeita et provient du tewa et signifie littéralement « lion des montagnes ».
D'après l'historien Joe S. Sando, Pablo Abeita aurait pu devenir en d'autres temps gouverneur du Nouveau-Mexique ; il estimait que son expérience et ses capacités lui auraient permis de se hisser à la plus haute place de l'exécutif de cet État.